# Las conspiraciones de Josefa
Las conspiraciones de Josefa es el segundo capítulo de la serie mexicana Gritos de muerte y libertad que se estrenó originalmente el 31 de agosto del 2010.

## Sinopsis
CAP 2. LAS CONSPIRACIONES DE JOSEFA 
Josefa Ortiz de Domínguez, esposa del corregidor de Querétaro, participa en una conspiración contra del gobierno español, junto con varios criollos entre ellos Ignacio Allende, Juan Aldama y Miguel Hidalgo. Un infiltrado en las reuniones alerta a las autoridades sobre las actividades del grupo. El corregidor Miguel Domínguez, esposo de Doña Josefa, es obligado a conducir un cateo en las casas de la ciudad, con el propósito de capturar a los líderes insurgentes. Para protegerla, encierra a la corregidora en su casa bajo llave. Sin embargo, Josefa Ortiz de Domínguez envía un emisario para advertir al cura Miguel Hidalgo que la conspiración ha sido descubierta.

## personajes
Personaje(s) clave:
- Doña Josefa Ortiz de Ramírez

Otros personajes:
- Miguel Domínguez
- Ignacio Allende
- Juan Aldama
- Mariano Abasolo
- Miguel Hidalgo